# 1613 en France
Chronologie de la France
- 1609
- 1610
- 1611
- 1612
- 1613
- 1614
- 1615
- 1616
- 1617

## Événements
- 5 janvier : le chevalier de Guise, frère puîné du duc de Guise, assassine rue Saint-Honoré à Paris le baron de Lux pour se venger de la disgrâce des siens ; les exigences de Condé, qui réclame le Château Trompette de Bordeaux, retournent la situation en faveur des Guise, pro-espagnols, rappelés à la cour par la reine[1].
- 22 avril : Charles-Emmanuel de Savoie envahit le Montferrat[2]. Il assiège Casal avec la participation de volontaires français de Savoie. En juin, il doit lever le siège de Nizza après l’intervention du gouverneur espagnol du Milanais[1].

- 28 mai : rappel de Condé à la Cour[3].

- 18 juin : traité de Milan pour la restitution des conquêtes effectuées en Montferrat par le duc Charles-Emmanuel de Savoie[2].

- 20 juillet : début de la construction de l’église des Carmes à Paris[4].
- Juillet : Louis d’Aloigny, marquis de Rochefort, favori de Condé, est nommé lieutenant général du Poitou[1].

- 19 novembre : Concino Concini devient maréchal de France[1].
- Novembre : Michel de Marillac entre au Conseil du roi[1].